# Jango Edwards

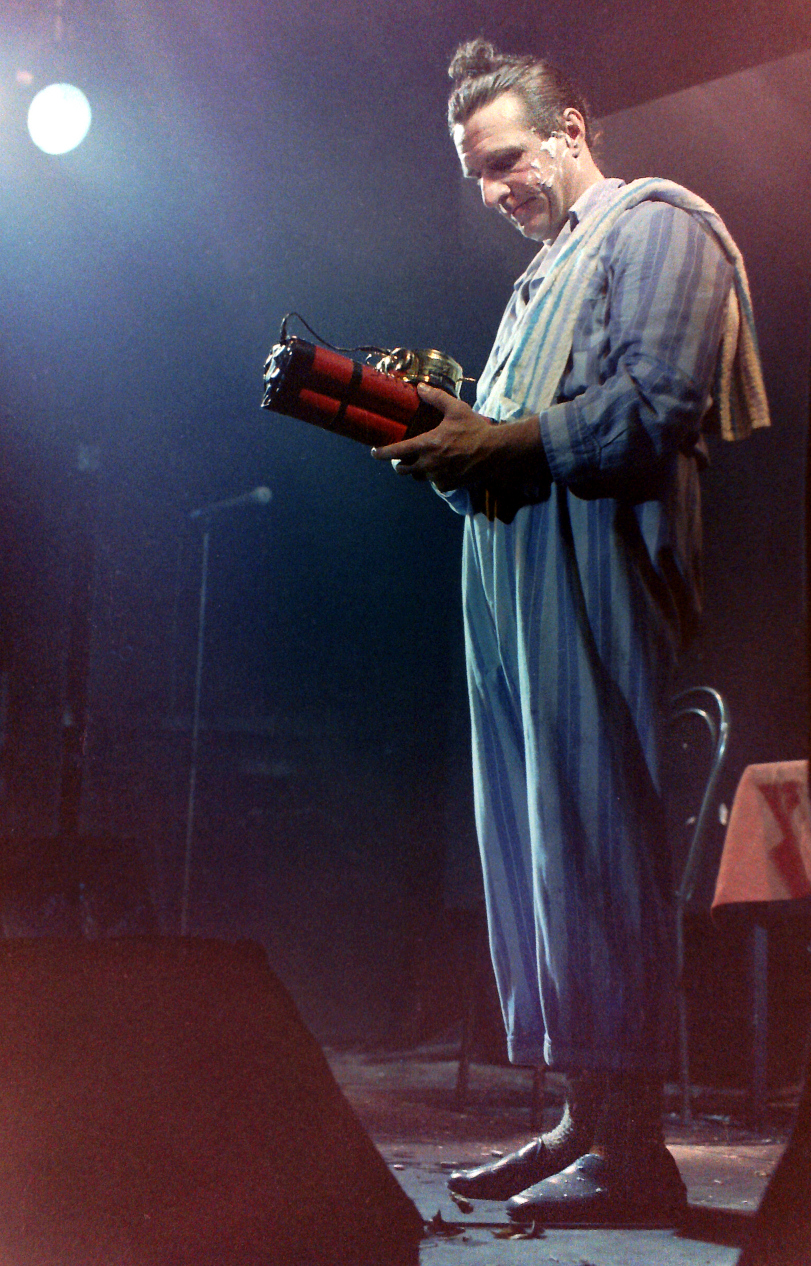
Jango Edwards, 1986

Jango Edwards (gebürtig Stanley Ted Edwards; * 15. April 1950 in Detroit, Michigan; † 4. August 2023 in Barcelona, Spanien) war ein US-amerikanischer Clown und Mitbegründer der Nouveau Clown-Bewegung sowie Comedian.

## Leben
Edwards’ Eltern waren europäische Einwanderer mit familiären Wurzeln in Irland, England und Osteuropa. 1970, zwanzigjährig, arbeitete er als Vertreter für Fertigrasen in Detroit. Nach einem Studium der Philosophie und der Religion wurde er Clown und Comedian und trat in London zunächst als Straßen- und Zirkusclown auf und zog dann nach Amsterdam, wo er 1975 das Festival of Fools gründete, welches bis 1984 Treffpunkt der alternativen Clownszene war.
Bekannt wurde Jango Edwards durch seine sehr körperbetonten, teils derben Bühnendarbietungen.
Ab den 1980er-Jahren war er auch in Deutschland einem breiteren Publikum bekannt. Dies beruhte auf Liveauftritten, solo und mit seiner Gruppe Friends Roadshow, einer Langspielplatte mit hauptsächlich Musikstücken aus seinen Auftritten (Live at the Melkweg, Amsterdam 1978) und einer eigenen Fernsehshow, die in einigen dritten Programmen lief.
Edwards war Mitbegründer der Nouveau Clown-Bewegung und gründete in Barcelona das Nouveau Clown Institute. Er trat im Jahr 2000 im Circus Roncalli auf.
Jango Edwards wirkte in einigen Kinofilmen mit, zum Beispiel in Tango durch Deutschland (1981) mit Eddie Constantine oder als Geiger in Zärtliche Chaoten II (1988). In den 1990er-Jahren trat er regelmäßig in kurzen Sketchen in der vom ORF produzierten Comedyreihe Tohuwabohu auf, die auch im deutschen Fernsehen gezeigt wurde. Im Dezember 2008 hatte er einen Auftritt beim Arosa Humor-Festival.
Am 3. Dezember 2012 verlieh der Wiener Gemeinderat Jango Edwards auf Initiative der österreichischen Grünen das Goldene Ehrenzeichen der Stadt Wien.
Am 15. September 2013 wurde Edwards bei seiner Rückkehr aus Moskau in seine Wahlheimat Spanien wegen fehlender Visumspapiere am Flughafen in Barcelona festgesetzt und in Abschiebehaft genommen. Nach sechsmonatiger Einreisesperre in die EU kehrte Edwards 2014 aus den USA auf die Bühnen Europas zurück und lebte unterdessen wieder in Barcelona. In einem Porträt des Fernsehsenders Arte gab Edwards 2017 an, drei Jahrzehnte ohne Papiere in Europa gelebt zu haben.
2017 führte Edwards bei der FOOLS BROTHERS-Comedy Magic Show Regie.
Im September 2022 machte Edwards öffentlich, dass er unheilbar an Krebs erkrankt sei. Jango Edwards starb am 4. August 2023 im Alter von 73 Jahren in Barcelona.

## Filmografie (Auswahl)
| - 1976 Auftritte (Pantomime) im Melkweg, Amsterdam - 1976 Shows und Straßentheater im Vondelpark, Amsterdam - 1979 Mister „Y“ in Amsterdam - 1981 Tango durch Deutschland - 1981 Rosi und die große Stadt - 1988 Gemini – Die Zwillingssterne - 1988 Zärtliche Chaoten II - 1990 Rendez-vous au tas de sable - 1991 Les nuls, l'émission - 1991 Suite 215 - 1992 Le retour des charlots - 1994–1998 Tohuwabohu - 1995 All Men Are Mortal - 2008 Blindspot | - 1984 Estoc de pop - 1990 Querido cabaret - 1991 Sigue, sigue Plàstic - 1997 El show de la Diana - 1998 Gala TP de oro 1997 - 2004 Coucou c’est nous, dix ans déjà! - 2004 La ferme célébrités - 2009 B Cult |

## Bibliografie
- Ich lebe dich. Mit Fotografien von Thomas Klinger u. Hans Albrecht Lusznat. Aus d. Amerikan. von Teja Schwaner u. Pociao. Sphinx Verlag, Basel 1983, ISBN 3-85914-612-2.